# Archie Stark
Archibald McPherson Stark (* 21. Dezember 1897 in Glasgow; † 27. Mai 1985 in Kearny, New Jersey) war ein US-amerikanischer Fußballspieler.
Als er 13 Jahre alt war, zog Stark mit seiner Familie von Schottland nach West Hudson in New Jersey und begann in der dortigen Jugendmannschaft Fußball zu spielen, zu der Zeit noch als Verteidiger. Ein Jahr später, als er 14 war, ging er zu den Scottish-Americans, für die er vier Jahre lang spielte, bevor er 1916 zu Babcock and Wilcox wechselte, für die er allerdings nur ein Jahr spielte.
1917 wurde Stark dann in die United States Army eingezogen und diente in Frankreich.
Nachdem er 1919 aus dem Krieg zurückgekehrt war, ging er zum Paterson F.C., mit dem er das Finale des National Challenge Cups erreichen konnte, dort aber gegen den Bethlehem Steel FC mit 0:2 verlor. Nach dieser Niederlage ging Stark mit dem Bethlehem Steel FC auf eine Tour durch Dänemark und Schweden. Anschließend wechselte er zum NAFBL-Team Erie A.A., für das er bis 1921 spielte. Als dann die American Soccer League gegründet wurde und sich die NAFBL auflöste, ging er zum New York Field Club, für den er drei Jahre lang spielte und in der Zeit 45 Tore in 69 Meisterschaftsspielen erzielte.
Nachdem er 1924 zum Bethlehem Steel FC wechselte, folgte seine erfolgreichste Zeit. Gleich in seiner ersten Saison gelangen ihm dort in 44 Meisterschaftsspielen 67 Treffer. Insgesamt konnte er in seiner Zeit bei Bethlehem Steel FC den National Challenge Cup 1926, die Meisterschaft 1926/27 sowie den Ligacup 1928 gewinnen und erzielte in dieser Zeit in 207 Bewerbsspielen 218 Tore. 1930 wurde das Team von Bethlehem Steel aufgelöst, und Stark wechselte zu den Newark Americans. 
Nachdem die ASL 1933 wegen wirtschaftlicher Schwierigkeiten aufgelöst worden war und eine semi-professionelle Nachfolgeliga unter demselben Namen gegründet worden war, spielte Stark noch für die Kearny Irish-Americans, mit denen er 1934 noch einmal den Titel holte und erfolgreichster Torschütze der Saison wurde.
Stark bestritt zwei Länderspiele für die Fußballnationalmannschaft der Vereinigten Staaten, in denen er vier Tore erzielte. Die Nominierung für die Weltmeisterschaftsauswahl der USA 1930 sagte er aus geschäftlichen Gründen ab.
1950 wurde Stark in die Soccer Hall of Fame aufgenommen. Er hält mit seinen 67 Toren in der Saison 1924/25 bis heute den Rekord für die meisten geschossenen Erstligatore in einer Saison und ist der erfolgreichste Torschütze in der Geschichte der ASL.